# Crotalaria toamasinae
Crotalaria toamasinae är en ärtväxtart som beskrevs av M. Peltier. Crotalaria toamasinae ingår i släktet sunnhampor, och familjen ärtväxter. Inga underarter finns listade i Catalogue of Life.